# Madrasostes clypeale
Madrasostes clypeale là một loài bọ cánh cứng trong họ Hybosoridae. Loài này được Paulian miêu tả khoa học năm 1993.